# Andrew Uwe
Andrew Uwe (ur. 12 października 1967) – nigeryjski piłkarz grający na pozycji środkowego obrońcy. W swojej karierze rozegrał 16 meczów w reprezentacji Nigerii.

## Kariera klubowa
Swoją karierę piłkarską Uwe rozpoczął w klubie Leventis United. W 1985 roku zadebiutował w jego barwach w drugiej lidze nigeryjskiej i w debiutanckim sezonie awansował z nim do pierwszej ligi. W sezonie 1986 wywalczył z Leventiseem United dublet - mistrzostwo i Puchar Nigerii. W 1988 roku został zawodnikiem klubu Iwuanyanwu Nationale. W sezonie 1988 sięgnął z nim po dublet - mistrzostwo oraz puchar kraju, a w 1989 roku ponownie został mistrzem kraju.
W 1989 roku Uwe wyjechał do Belgii i został zawodnikiem trzecioligowego KSK Roeselare. W 1994 roku został piłkarzem niemieckiego SV Wehen grającego w Regionallidze. W 1995 roku przeszedł do VfB Oldenburg. W sezonie 1995/1996 awansował z nim z Regionalligi do 2. Bundesligi, ale w sezonie 1996/1997 spadł z nim do Regionalligi. W sezonie 1998/1999 występował w LR Ahlen, a w sezonie 1999/2000 - w BV Cloppenburg, w którym zakończył karierę.
| Sezon   | Klub                 | Kraj    | Rozgrywki     | Mecze | Bramki |
| ------- | -------------------- | ------- | ------------- | ----- | ------ |
| 1985    | Leventis United      | Nigeria | Division Two  | ?     | ?      |
| 1986    | Leventis United      | Nigeria | Division One  | ?     | ?      |
| 1988    | Iwuanyanwu Nationale | Nigeria | Division One  | ?     | ?      |
| 1989    | Iwuanyanwu Nationale | Nigeria | Division One  | ?     | ?      |
| 1989/90 | KSK Roeselare        | Belgia  | Derde klasse  | 13    | 1      |
| 1990/91 | KSK Roeselare        | Belgia  | Derde klasse  | 15    | 2      |
| 1991/92 | KSK Roeselare        | Belgia  | Derde klasse  | 9     | 1      |
| 1992/93 | KSK Roeselare        | Belgia  | Derde klasse  | 7     | 1      |
| 1994/95 | SV Wehen             | Niemcy  | Regionalliga  | 9     | 0      |
| 1995/96 | VfB Oldenburg        | Niemcy  | Regionalliga  | 30    | 4      |
| 1996/97 | VfB Oldenburg        | Niemcy  | 2. Bundesliga | 31    | 1      |
| 1997/98 | VfB Oldenburg        | Niemcy  | Regionalliga  | 31    | 5      |
| 1998/99 | LR Ahlen             | Niemcy  | Regionalliga  | 16    | 1      |
| 1999/00 | BV Cloppenburg       | Niemcy  | Regionalliga  | 13    | 1      |

## Kariera reprezentacyjna
W reprezentacji Nigerii Uwe zadebiutował 12 kwietnia 1987 w zremisowanym 1:1 meczu kwalifikacji do Pucharu Narodów Afryki z Togo, rozegranym w Lomé. W 1988 roku został powołany do kadry na Puchar Narodów Afryki 1988. Wystąpił na nim w czterech meczach: grupowych z Kenią (3:0), z Kamerunem (1:1) i z Egiptem (0:0) oraz w półfinale z Algierią (1:1, k. 9:8). Z Nigerią wywalczył wicemistrzostwo Afryki. W tym samym roku wziął udział w Igrzyskach Olimpijskich w Seulu.
W 1990 roku Uwe został powołany do kadry na Puchar Narodów Afryki 1990. Na tym turnieju rozegrał cztery mecze: grupowe z Algierią (1:5) i z Wybrzeżem Kości Słoniowej (1:0), półfinałowy z Zambią (2:0) i finałowy z Algierią (1:0). Z Nigerią ponownie wywalczył wicemistrzostwo Afryki. Od 1987 do 1990 wystąpił w kadrze narodowej 16 razy.